# Challenger de Lima II 2023
El torneo Lima Challenger II 2023 fue un torneo de tenis perteneció al ATP Challenger Tour 2023 en la categoría Challenger 75. Se trata de la 20.ª edición; el torneo tendrá lugar en la ciudad de Lima (Perú), desde el 6 de noviembre hasta el 12 de noviembre de 2023 sobre pista dura bajo techo.

## Jugadores participantes del cuadro de individuales
| Favorito | País                 | Jugador               | Rank1 | Posición en el torneo |
| -------- | -------------------- | --------------------- | ----- | --------------------- |
| 1        | Bandera de Perú      | Juan Pablo Varillas   | 65    | Cuartos de final      |
| 2        | Bandera de Argentina | Federico Coria        | 78    | Primera ronda         |
| 3        | Bandera de Colombia  | Daniel Elahi Galán    | 96    | Cuartos de final      |
| 4        | Bandera de Chile     | Tomás Barrios         | 104   | Primera ronda         |
| 5        | Bandera de Argentina | Facundo Díaz Acosta   | 107   | Primera ronda         |
| 6        | Bandera de Bolivia   | Hugo Dellien          | 115   | Primera ronda         |
| 7        | Bandera de Argentina | Juan Manuel Cerúndolo | 116   | Primera ronda         |
| 8        | Bandera de Argentina | Francisco Comesaña    | 123   | Semifinales           |

- 1 Se ha tomado en cuenta el ranking del 30 de octubre de 2023.

### Otros participantes
Los siguientes jugadores recibieron una invitación (wild card), por lo tanto ingresan directamente al cuadro principal (WC):
- Ignacio Buse
- Arklon Huertas del Pino
- Conner Huertas del Pino

Los siguientes jugadores ingresan al cuadro principal tras disputar el cuadro clasificatorio (Q):
- Mateus Alves
- Kilian Feldbausch
- Álvaro Guillén Meza
- Matheus Pucinelli de Almeida
- João Lucas Reis da Silva
- Valentin Vacherot

## Campeones

### Individual Masculino
- Luciano Darderi derrotó en la final a  Mariano Navone, 4–6, 6–3, 7–5

### Dobles Masculino
- Mateus Alves /  Eduardo Ribeiro derrotaron en la final a  Nicolás Barrientos /  Orlando Luz, 3–6, 7–5, [10–8]